# شورش در شهر ۳
شورش در شهر ۳ (به انگلیسی: Streets of Rage 3) یک بازی ویدئویی به سبک بیت ام آپ با زاویهٔ دید پهلو-پیمایش است که توسط شرکت سگا در سال ۱۹۹۴ برای کنسول سگا جنسیس ساخته و منتشر شده‌است. این بازی سومین قسمت اصلی از مجموعه بازی‌های شورش در شهر و دنبالهٔ شورش در شهر ۲ (۱۹۹۲) به‌شمار می‌رود. این بازی همچنین در سال ۲۰۰۹ و در عنوان مجموعه آلتیمت جنسیس سونیک برای کنسول‌های پلی‌استیشن ۳ و اکس‌باکس ۳۶۰، و در سال ۲۰۱۸، در عنوان کلاسیک‌های سگا جنسیس برای پلی‌استیشن ۴ و اکس‌باکس وان در دسترس قرار گرفت.
این نسخه دارای تغییراتی نسبت به قسمت‌های اول و دوم، از جمله داستان پیچیده‌تر، گنجاندن گفتگوهای شخصیت‌ها، مراحل طولانی‌تر، سناریوی عمیق‌تر و روند بازی سریع‌تری است. سه شخصیت قابل انتخاب از نسخه‌های قبلی شامل اکسل استون، بلیز فیلدینگ و ادی «اسکیت» هانتر در این بازی حضور دارند، که هر کدام دارای نقات قوت و ضعف مختص به خود هستند. ادامه‌ای بر این نسخه تحت عنوان شورش در شهر ۴ برای نخستین بار در اوت ۲۰۱۸ توسط داتیمو رونمایی شد، و در نهایت ۳۰ آوریل سال ۲۰۲۰ منتشر شد.